# Juliette
Juliette ist ein französischer weiblicher Vorname, Koseform zu Julie, bzw. französische Form zu Juliet.

## Namensträgerinnen
- Juliette Adam (1836–1936), französische Schriftstellerin und Frauenrechtlerin
- Juliette Benzoni (1920–2016), französische Autorin
- Juliette Binoche (* 1964), französische Schauspielerin
- Juliette Caton (* 1975), britische Schauspielerin
- Juliette de La Genière (1927–2022), französische Klassische Archäologin
- Juliette Gréco (1927–2020), französische Chanson-Sängerin und Schauspielerin
- Juliette Greco (* 1981), deutsche Theater- und Fernsehschauspielerin
- Juliette Howell (* 1967), Filmproduzentin
- Juliette Khalil (* um 1991), österreichische Sängerin (Sopran)
- Juliette Lewis (* 1973), US-amerikanische Schauspielerin und Musikerin
- Juliette Gordon Low (1860–1927), Gründerin der Pfadfinderinnenbewegung in den USA
- Juliette Mayniel (1936–2023), französische Schauspielerin
- Juliette Récamier (1777–1849), eigentlich Jeanne Françoise Julie Adélaïde Récamier, französische Salondame
- Juliette Schoppmann (* 1980), deutsche Pop- und Musicalsängerin
- Juliette Wytsman (1866–1925), belgische Malerin

Zwischenname
- Lara Juliette Sanders (* um 1969), deutsche Drehbuchautorin, Regisseurin und Produzentin

## Künstlername
- Juliette (* 1974), russisch-deutsche Sängerin und DJane